# Criquiers
Criquiers és un municipi francès situat al departament del Sena Marítim i a la regió de Normandia. L'any 2007 tenia 648 habitants.

## Demografia

### Població
El 2007 la població de fet de Criquiers era de 648 persones. Hi havia 243 famílies de les quals 52 eren unipersonals (28 homes vivint sols i 24 dones vivint soles), 77 parelles sense fills, 110 parelles amb fills i 4 famílies monoparentals amb fills.
La població ha evolucionat segons el següent gràfic:
Habitants censats

### Habitatges
El 2007 hi havia 313 habitatges, 245 eren l'habitatge principal de la família, 52 eren segones residències i 15 estaven desocupats. Tots els 311 habitatges eren cases. Dels 245 habitatges principals, 197 estaven ocupats pels seus propietaris, 41 estaven llogats i ocupats pels llogaters i 7 estaven cedits a títol gratuït; 7 tenien dues cambres, 35 en tenien tres, 65 en tenien quatre i 138 en tenien cinc o més. 182 habitatges disposaven pel capbaix d'una plaça de pàrquing. A 117 habitatges hi havia un automòbil i a 113 n'hi havia dos o més.

### Piràmide de població
La piràmide de població per edats i sexe el 2009 era:
| Homes | Edats   | Dones |
| ----- | ------- | ----- |
| 0     | 95 o +  | 0     |
| 0     | 90 a 94 | 0     |
| 4     | 85 a 89 | 8     |
| 0     | 80 a 84 | 0     |
| 20    | 75 a 79 | 12    |
| 12    | 70 a 74 | 28    |
| 24    | 65 a 69 | 12    |
| 4     | 60 a 64 | 8     |
| 20    | 55 a 59 | 8     |
| 24    | 50 a 54 | 28    |
| 28    | 45 a 49 | 28    |
| 24    | 40 a 44 | 32    |
| 12    | 35 a 39 | 20    |
| 12    | 30 a 34 | 16    |
| 20    | 25 a 29 | 8     |
| 24    | 20 a 24 | 12    |
| 20    | 15 a 19 | 48    |
| 20    | 10 a 14 | 8     |
| 12    | 5 a 9   | 12    |
| 16    | 0 a 4   | 4     |

## Economia
El 2007 la població en edat de treballar era de 414 persones, 304 eren actives i 110 eren inactives. De les 304 persones actives 275 estaven ocupades (155 homes i 120 dones) i 29 estaven aturades (17 homes i 12 dones). De les 110 persones inactives 21 estaven jubilades, 31 estaven estudiant i 58 estaven classificades com a «altres inactius».

### Ingressos
El 2009 a Criquiers hi havia 258 unitats fiscals que integraven 665 persones, la mediana anual d'ingressos fiscals per persona era de 16.512 €.

### Activitats econòmiques
Dels 17 establiments que hi havia el 2007, 2 eren d'empreses extractives, 1 d'una empresa de fabricació d'elements pel transport, 2 d'empreses de fabricació d'altres productes industrials, 6 d'empreses de construcció, 2 d'empreses de comerç i reparació d'automòbils, 1 d'una empresa de transport, 1 d'una empresa d'hostatgeria i restauració i 2 d'empreses de serveis.
Dels 8 establiments de servei als particulars que hi havia el 2009, 2 eren tallers de reparació d'automòbils i de material agrícola, 1 paleta, 3 lampisteries i 2 electricistes.
L'any 2000 a Criquiers hi havia 43 explotacions agrícoles que ocupaven un total de 1.971 hectàrees.

## Equipaments sanitaris i escolars
El 2009 hi havia una escola elemental.

## Poblacions més properes
El següent diagrama mostra les poblacions més properes.